# Hylopezus berlepschi
Hylopezus berlepschi е вид птица от семейство Grallariidae.

## Разпространение
Видът е разпространен в Боливия, Бразилия и Перу.